# Michael Scott Hopkins
Michael Scott Hopkins (Lebanon, Missouri, 1968. december 28.–) amerikai mérnök, pilóta, űrhajós, ezredes.

## Életpálya
Az University of Illinois egyetemen 1991-ben, a Stanford Egyetemen 1992-ben szerzett diplomát repülés/űrhajózás szakon. Az amerikai légierő pilótája. Új-Mexikóban a fejlett űrrendszerek technológiájával foglalkozott. 1996-tól teszt pilóta kiképzésben részesült, ahol elsajátította a légi balesetek kivizsgálásának módszertanát.  Több repülőgép tesztelésével segítette a fejlesztéseket. Legtöbbet C–17 és C–130 típusú repülőgéppel repült. 1999-től egy csereprogram keretében a kanadai légierő tesztpilótája. 2002-ben a George and Carol Olmsted alapítványtól hat hónapos ösztöndíjat kapott idegen nyelv tanulására, amit a Defense Language Institute-ban töltött (Monterey, Kalifornia), főleg az olasz nyelv tanulásával.  Olaszországban az Università degli Studi di Parma egyetemen politikai ismereteket tanult. 2008-tól a Pentagon vezérkari alelnökének különleges asszisztense.
2009. június 29-től 14 társával a NASA 20. űrhajós osztályában részesült űrhajóskiképzésben a Lyndon B. Johnson Űrközpontban, majd a Jurij Gagarin Űrhajóskiképző Központban. 2013 szeptemberében a Szojuz TMA–10M űrhajó fedélzetén indult a Nemzetközi Űrállomásra. Hopkins a Nemzetközi Űrállomás fedélzetén maradt mint repülési tiszt a 37. és 38. ISS-küldetés alatt 2014. március 10-ig. Ez alatt az időszak alatt a legénység tudományos kísérleteket és karbantartást végzett.

## Családi élet
Hopkins nős, két fiuk van.

## Űrrepülések
Szojuz TMA–10M fedélzeti mérnök/ISS fedélzeti mérnök

## Tartalék személyzet
Szojuz TMA–08M fedélzeti mérnök